# Список умерших в 1011 году
В этой статье представлен список известных людей, умерших в 1011 году.
См. также: Категория:Умершие в 1011 году

## Февраль
- 9 февраля — Бернхард I — герцог Саксонии с 973 года.
- 23 февраля — Виллигиз — архиепископ Майнцский (с 975 года), глава германской церкви, регент Священной Римской империи, видный государственный и церковный деятель.

## Июль

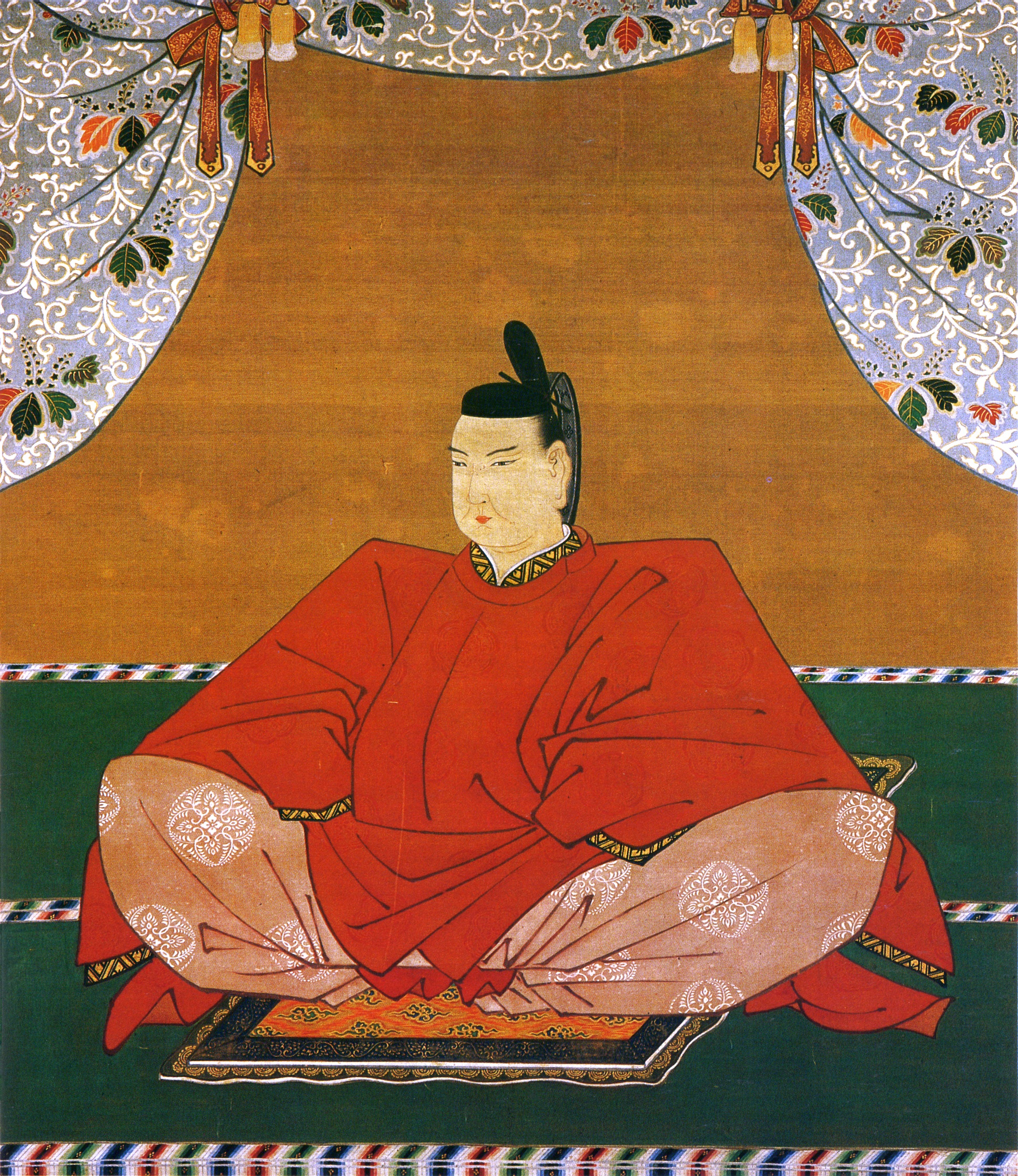
Император Итидзё

- 25 июля — Итидзё — император Японии с 986 года

## Сентябрь
- 1 сентября — Эрменгол I — граф Урхеля (992—1011).

## Ноябрь
- 5 ноября — Матильда II — аббатиса Эссенского аббатства
- 19 ноября — Швидгер[нем.] — епископ Мюнстера (993—1011)
- 21 ноября — Рэйдзэй — император Японии (967—969)

## Декабрь
- 12 или 15 декабря — Конрад I — герцог Каринтии с 1004 года

## Дата неизвестна или требует уточнения

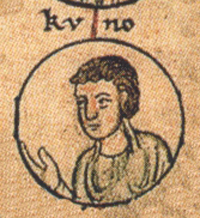
Конрад I

- Альберт I — граф Намюра (с 974/981)
- Анна Византийская — византийская принцесса, киевская княгиня (989—1011), жена великого киевского князя Владимира Святославича
- Бонифаций (III) — маркграф Тосканы (1004—1011)
- Мухаммад ибн Сури — малик Династии Гуридов.
- Ньяль Торгейрссон — исландский законовед.
- Кутб Шах[англ.] — правитель Герата (961—963).
- Скарпхедин Ньяльссон — исландский артистократ.
- Сумбат III Кларджи — грузинский принц Тао-Кларджети.